# Tetrocycloecia magna
Tetrocycloecia magna är en mossdjursart som först beskrevs av Charles Henry O'Donoghue 1923.  Tetrocycloecia magna ingår i släktet Tetrocycloecia och familjen Tretocycloeciidae. Inga underarter finns listade i Catalogue of Life.